# Jon Oliva’s Pain
A Jon Oliva's Pain az egykori Savatage-frontember Jon Oliva szóló-projektje.

## Története
A zenekar története 2003-ban kezdődött, amikor Jon Oliva számos dalötletet rögzített Greg Marchak hangmérnökkel a floridai Tampában. A szerzemények leginkább a korai Savatage és John Lennon zenéjének hatását tükrözték, erős blues beütésekkel. Mivel erre az évre szerveztek egy emlékkoncertet Jon Oliva korán elhunyt testvére és zenésztársa, Criss Oliva tiszteletére, itt Jon a Circle II Circle zenészeivel (Matt LaPorte - gitár, John Zahner - billentyűsök, Jason Jennings - basszus és Christopher Kinder - dobok) megszólaltatta saját legújabb szerzeményeit is. A közös zenélés olyan jól sikerült, hogy azonnal lemezre is vették az első anyagot, mely - utalásként az eredeti zenekarnévként választott, majd egy hasonló nevű blues-formáció miatt feladott elnevezésre - a Tage Mahal címet kapta.
Ezt követően a Jon Oliva's Pain kétévente jelentetett meg anyagokat (2006: Maniacal Renderings, 2008: Global Warning, 2010: Festival) és folyamatosan járja a világ színpadait. A JOP - ahogy néha olvasható a zenekar neve - 2009 júniusában Budapesten, a Diesel Klubban lépett fel, igen csekély médiafigyelem és érdeklődés mellett.

## Diszkográfia
- 2004: Tage Mahal
- 2006: Straight Jacket Memoirs (EP)
- 2006: Maniacal Renderings
- 2008: Global Warning
- 2010: Festival